# ادواردو ارنکیان
ادواردو ارنکیان (ارمنی: Էդուարդո Էռնեկյան؛ زادهٔ ۴ دسامبر ۱۹۳۲) کارآفرین ارمنی‌تبار اهل آرژانتین است که از تاریخ مارس ۲۰۱۳ دومین فرد ثروتمند آرژانتین محسوب می‌شود.

## زندگی‌نامه
وی در ۴ دسامبر ۱۹۳۲ در بوئنوس آیرس از والدینی مهاجر ارمنی به دنیا آمد.  وی همچنین برندهٔ جوایزی همچون قهرمان ملی ارمنستان شده‌است.
شرکت‌های تابع سرمایه‌گذار ارمنی آرژانتینی، اداره فرودگاه‌های ایروان و گیومری و چند کارخانه فرآوری میوه و شراب را بر عهده دارند.